# Sybra guttula
Sybra guttula là một loài bọ cánh cứng trong họ Cerambycidae.